# Boštjan Cesar
Boštjan Cesar (Ljubljana, 9 juli 1982) is een voormalig Sloveens voetballer die als verdediger speelde, en huidig voetbaltrainer. Cesar debuteerde in 2003 in het Sloveens voetbalelftal, waarmee hij actief was op onder meer het wereldkampioenschap voetbal 2010.

## Interlandcarrière
Cesar maakte op 12 februari 2003 onder bondscoach Bojan Prašnikar zijn debuut in het Sloveens voetbalelftal, tijdens een vriendschappelijke interland tegen Zwitserland. De wedstrijd eindigde in een 5–1 nederlaag voor Slovenië.
| Interlanddoelpunten | Interlanddoelpunten | Interlanddoelpunten | Interlanddoelpunten    | Interlanddoelpunten | Interlanddoelpunten | Interlanddoelpunten | Interlanddoelpunten |
| №                   | Datum               | Locatie             | Wedstrijd              | Goal(s)             | Score               | Uitslag             | Competitie          |
| ------------------- | ------------------- | ------------------- | ---------------------- | ------------------- | ------------------- | ------------------- | ------------------- |
| 1                   | 9 oktober 2004      | Celje               | Slovenië – Italië      | Goal                | 1 – 0               | 1 – 0               | WK-kwalificatie     |
| 2                   | 11 oktober 2006     | Minsk               | Wit-Rusland – Slovenië | Goal                | 1 – 1               | 2 – 4               | EK-kwalificatie     |
| 3                   | 3 maart 2010        | Maribor             | Slovenië – Qatar       | Goal                | 2 – 0               | 4 – 1               | Vriendschappelijk   |
| 4                   | 17 november 2010    | Koper               | Slovenië – Georgië     | Goal                | 1 – 0               | 1 – 2               | Vriendschappelijk   |
| 5                   | 15 augustus 2012    | Ljubljana           | Slovenië – Roemenië    | Goal                | 1 – 0               | 4 – 3               | Vriendschappelijk   |
| 6                   | 7 juni 2013         | Reykjavik           | IJsland – Slovenië     | Goal                | 2 – 3               | 2 – 4               | Vriendschappelijk   |
| 7                   | 5 september 2015    | Bazel               | Zwitserland – Slovenië | Goal                | 0 – 2               | 3 – 2               | EK-kwalificatie     |
| 8                   | 12 oktober 2015     | Serravalle          | San Marino – Slovenië  | Goal                | 0 – 1               | 0 – 2               | EK-kwalificatie     |
| 9                   | 17 november 2015    | Maribor             | Slovenië – Oekraïne    | Goal                | 1 – 0               | 1 – 1               | EK-kwalificatie     |

## Erelijst
Dinamo Zagreb
- Kroatisch landskampioen

2003
- Beker van Kroatië

2002, 2004
- Kroatische Supercup

2002, 2003
 Olympique de Marseille
- UEFA Intertoto Cup

2006
 West Bromwich Albion
- Football League Championship

2008